# Britiske kolonier i Nordamerika i 1700-tallet
Grundlæggelsesår som engelsk eller britisk koloni i parentes:
- Newfoundland (1627) første mislykkede forsøg i 1610.
- Dominion of Virginia, oprindeligt Virginia Company fra 1606, koloni 1624.
- Bermuda, første bosættelse i 1609, er stadig et britisk oversøisk territorium.
- Province of New Hampshire (1623)
- Province of Massachusetts Bay, (1629)
- Connecticut Colony (1633)
- Province of Maryland (1634)
- Colony of Rhode Island and Providence Plantations (1636)
- Province of New York, (erobret fra Nederlandene i 1664)
- Province of New Jersey, (erobret fra Nederlandene i 1664), delt i West Jersey og East Jersey 1674-1702)
- Rupert's Land, et Hudson's Bay Company territorium (1670)
- Province of Pennsylvania (1681) grundlagt som engelsk koloni selvom de første kolonister var hollændere og svenskere.
- Delaware Colony (1704), udskilt fra Pennsylvania
- Carolina (1586 & 1670), delt i Province of North Carolina og Province of South Carolina i 1710.
- Nova Scotia, (1713), oprindeligt forsøgt koloniseret af Skotland i 1629.
- Province of Georgia (1670), formelt koloni fra 1732
- Quebec, (erobret fra Frankrig i 1763)
- East Florida and West Florida, overtaget fra Spanien i 1763 som kompensation for tilbageleveringen af Cuba, Florida blev leveret tilbage til Spanien i 1779.
- Prince Edward Island, udskilt fra Nova Scotia i 1769
- New Brunswick, udskilt fra Nova Scotia i 1784
- Ontario, udskilt fra Nova Scotia i 1791 som Upper Canada